# Salajci
Salajci is een plaats in de gemeente Gradec in de Kroatische provincie Zagreb. De plaats telt 88 inwoners (2001).